# مايك هوبكينز (مهندس الصوت)
مايك هوبكينز (بالإنجليزية: Mike Hopkins)‏ هو مهندس الصوت نيوزيلندي، ولد في 12 أغسطس 1959 في Greytown, New Zealand ‏ في نيوزيلندا، وتوفي بنفس المكان في 30 ديسمبر 2012 بسبب غرق.

## وصلات خارجية
- مايك هوبكينز على موقع IMDb (الإنجليزية)
- مايك هوبكينز على موقع ألو سيني (الفرنسية)
- مايك هوبكينز على موقع أول موفي (الإنجليزية)
- مايك هوبكينز على موقع قاعدة بيانات الفيلم (الإنجليزية)
- مايك هوبكينز على موقع كينوبويسك (الروسية)